# Sampler (album)
Een sampler is een type verzamelalbum dat, vaak tegen gereduceerd tarief, wordt uitgebracht om de catalogus van een platenlabel te promoten. Ook kan het album samengesteld zijn door een medium, bijvoorbeeld een tijdschrift, om de bands of artiesten te promoten waar het medium over schrijft.
Elektra Records was het eerste platenlabel dat met A folk music sampler een sampler uitgaf. Oprichter Jac Holzman zocht een goedkope manier om de bij zijn label aangesloten artiesten te promoten en kwam in 1954 met het idee voor een "compendium of carefully assembled material all on a 10“ album to sell for a bargain price of $2." Het idee sloeg aan en Holzman voegde sampler-clausules toe aan de contracten zodat hij één nummer van elk album rechtenvrij kon gebruiken.
Samplers bleken het goed te doen bij muziekliefhebbers met een beperkt budget. Ze leidden ertoe dat mensen bekend raakten met nummers en genres die ze anders niet zouden zijn tegengekomen. Samplers waaronder de Front line-reeks van Virgin worden wel als invloedrijk beschouwd vanwege het genereren van aandacht voor bijvoorbeeld het genre two-tone.  Het succes van samplers piekte in de jaren 1970. Na het succes van CBS' The rock machine turns you on en Rock machine (I love you), beide uit 1968, kwam bijna elk platenlabel wel met samplers. Door de opkomst van het internet met downloads en streaming media is de noodzaak voor samplers weggevallen, maar ze worden ook in de 21e eeuw nog steeds uitgebracht. Mark Sampson van Long Live Vinyl! nam in 2019 Brazilian love affair 2 uit 2001 en Movers! Movers! uit 2007 op in zijn lijst van veertig essentiële samplers.